# واباش (آرکانزاس)
واباش (به انگلیسی: Wabash) یک منطقهٔ مسکونی در ایالات متحده آمریکا است که در شهرستان فیلیپس، آرکانزاس واقع شده‌است. واباش ۵۳٫۰۴ متر بالاتر از سطح دریا واقع شده‌است.